# Das ist Cinerama
Das ist Cinerama ist ein US-amerikanischer Dokumentar- beziehungsweise Reisefilm (Travelogue) aus dem Jahr 1952. Es war der erste Film, der im Filmformat Cinerama veröffentlicht wurde; das er vorstellen sollte. In den 1950er Jahren war Das ist Cinerama einer der finanziell erfolgreichsten Filme der Filmgeschichte.

## Handlung
Der Film beginnt in Schwarzweiß und im üblichen Hollywoodformat. Lowell Thomas führt in die Geschichte der Darstellung der Welt ein, beginnend mit Höhlenmalereien über Leonardo da Vinci und die Beginne der Filmgeschichte. Mit den Worten „Ladies and Gentlemen: This is cinerama“ wird der Film farbig und nimmt das Cineramaformat 2,685:1 an. Es folgt eine Fahrt mit einer Achterbahn in Coney Island aus der Perspektive des ersten Platzes im ersten Wagen. Danach werden Aufnahmen von Teilen einer Aufführung von Aida an der Scala, ein Hubschrauberflug über die Niagarafälle, Gondelfahrten in Venedig, ein Stierkampf und ein Tanzfest in Spanien, ein Treffen schottischer Clans am Edinburgh Castle, ein Auftritt der Wiener Sängerknaben vor dem Schloss Schönbrunn gezeigt.
Nach einer Pause folgen Aufnahmen von Motorbooten und Darbietungen von Wasserskiakrobatik bei Cypress Gardens in Florida. Den Abschluss bildet ein längerer Abschnitt, benannt nach dem dazu gesungenen Lied America the Beautiful, mit Flugbildern, wie sie aus dem Cockpit zu sehen sind. Gezeigt werden dabei mehrere US-amerikanische Sehenswürdigkeiten, wie Manhattan, der Grand Canyon, der Crater Lake, verschiedene Nationalparks oder ein Flug unter der Golden Gate Bridge hindurch.

## Hintergrund

### Vorgeschichte
Fred Waller hatte schon vor dem Zweiten Weltkrieg ein System aus elf Kameras, das er Vitarama nannte, entwickelt und auf der 1939 New York World’s Fair vorgestellt. Während des Krieges wurde es weiter entwickelt und als Flugsimulation für Trainingsfilme verwendet. Allerdings war es so für Kinos ungeeignet. Als Waller 1949 seine Sponsoren verlor, tat er sich mit dem Toningenieur Hazard E. Reeves zusammen, der in die Firma investierte und ihr Präsident wurde. Bald taten sie sich mit Thomas-Todd Productions einer Produktionsfirma des Journalisten und Reiseschriftstellers Lowell Thomas sowie des Filmproduzenten Michael Todd zusammen. Der Dokumentarfilmer Robert J. Flaherty sollte den ersten Film drehen, doch verstarb dieser kurz nachdem er erste Szenen gedreht hatte. Daraufhin übernahmen Todd und sein Sohn und brachen nach Europa auf, wo sie weitere Szenen drehten. Dabei überzogen sie das Budget so sehr, dass sie aus der Firma gedrängt wurden, worauf Lowell Thomas seinen Freund Merian C. Cooper verpflichtete. Dieser traf schließlich die wesentlichen Entscheidungen für den Film. Er veranlasste weitere Aufnahmen für die Achterbahnfahrt. Außerdem beauftragte er für die abschließende Szene America the Beautiful den Piloten Paul Mantz.

### Musik
This Is Cinerama enthält neben der Musik von Giuseppe Verdi (Aida), Georg Friedrich Händel (Hallelujah), Johann Strauss (Sohn) (An der schönen blauen Donau, gesungen vom Knabenchor) und Samuel A. Ward (America the Beautiful), auch Originalmusik. Die wurde hauptsächlich von Max Steiner geschrieben, der damals bei Warner Bros. angestellt war. Lowell Thomas hatte versucht, Steiner offiziell für den Film auszuleihen. Jack L. Warner verweigerte dies aber. Steiner komponierte die Musik heimlich. Sein Freund Louis Forbes arbeitete mit dem Orchester und passte zusammen mit Steiner die Musik für den Film an. Somit durfte Max Steiner aus rechtlichen Gründen nicht im Film genannt werden. Auch Roy Webb und Paul Sawtell komponierten Teile der Filmmusik. Die Oscarnominierung für die Musik ging an Louis Forbes.

### Regie
Zur Regie gibt es widersprüchliche Informationen. Zumeist wird Merian C. Cooper als erster genannt, und wenn, dann stets ohne irgendwelche Einschränkungen. Dabei ist aber zu berücksichtigen, dass Cooper erst zu dem Projekt stieß, als einige Szenen bereits gedreht waren. Des Weiteren wird Gunther von Fritsch genannt, der allerdings auf die Szenen in Wien eingeschränkt wird. Michael Todd Jr. wird als Verantwortlicher für die sonstigen Szenen in Europa sowie für die von den Niagarafällen angegeben und Ernest B. Schoedsack beziehungsweise Walter Thompson für den Prolog. Für die Sequenz America the Beautiful wird zudem Fred Rickey genannt. Diese fiel ebenso in die Verantwortung von Merian C. Cooper.

### „Mach Cinerama zum Star“
Das ist Cinerama besteht aus einer Folge von kurzen Filmen, von denen die meisten schon gedreht waren, bevor Merian C. Cooper in das Projekt einstieg. Es gab einen Vorschlag, auch eine Geschichte mit Drehbuch und Schauspielern in den Film zu integrieren, doch Cooper wehrte sich dagegen. Cinerama sollte der Held des Films sein, und weder eine Story noch ein Star, auf die sich die Kritiker unweigerlich konzentriert hätten, sollte dem im Weg stehen. Auch die Achterbahnfahrt war Gegenstand von Diskussionen. Die meisten Produzenten wollten sie am Ende des Films oder gar nicht sehen. Cooper dagegen wollte sie am Anfang haben. Auf den Einwand, dass deswegen mindestens sechs Frauen in Ohnmacht fallen oder das Kino verlassen würden sagte er nur, sie würden ein Problem haben, wenn das nicht passiere. Auch die Szene Americal the Beautiful wurde in Frage gestellt. Während Cooper sie als das große Finale sah, mit dem er die Schönheit, die Kraft und den Ruhm der USA und ihrer Bevölkerung zeigen wollte, wurde ihm entgegnet, 26 Minuten mit Flugszenen seien zu viel, mehr als 3 Minuten gingen nicht.
Merian C. Cooper führte mit Unterstützung durch Robert Bendick den Final Cut durch. Die letzten Bilder kamen erst wenige Stunden vor der Premiere, sodass niemand, auch nicht Cooper oder Bendick, die fertige Version vorher gesehen hatten.

## Rezeption

### Kritiken
Die meisten Kritiken zu Das ist Cinerama taten sich schwer, den Film vom Filmformat zu trennen, die zeitgenössischen, weil die Kritiker noch zu sehr von dem Format beeindruckt waren und daher eher dort Berichtenwertes sahen, und die späteren, weil sie sich eher zur Geschichte des Formats beziehungsweise der Qualität der gerade vorliegenden Neuveröffentlichung äußerten.

#### Zeitgenössische Kritiken
Variety und Harrison’s Reports verzichteten darauf, eine Kritik in der jeweils üblichen Form zu veröffentlichen und beschränkten sich jeweils auf einen kurzen Artikel, den sie in der Nähe der Kritiken zu anderen Filmen legten. Beide erwähnten darin den Film eher kurz und gaben Zusammenfassungen zum Inhalt an. Die Variety spricht dabei von einer Aneinanderreihung von 12 verschiedenen Kurzfilmen in ebenso vielen Settings, wobei sie zwischen einem europäischen Teil und America the Beautiful unterscheidet. Auch Harrison’s Reports zählen die einzelnen Teile auf und sprechen von sehr spektakulären Darstellungen der Motorboote und beim Wasserski sowie von einer faszinierenden Luftfahrt durch die USA. Und sie erklären den hin und wieder erscheinenden Lowell Thomas zu einer Art Master of Ceremonies. Die Bedeutung von Cinerama wird dabei sehr betont, es sei Unterhaltungsgeschichte geschrieben worden und habe einen wesentlichen Effekt auf die Filmindustrie gezeigt. Beide heben die Wirkung der Achterbahn hervor, der Zuschauer fühle sich, als würde er mitfahren, und auch das Gefühl im Bauch sei dagewesen. Manche hätten die Fahrt nicht ertragen können und sich deswegen abgewendet. Ansonsten beschrieben sie, wie Cinerama funktioniert. Harrison’s Reports wiesen zudem darauf hin, dass in dem Film nichts erzählt wird, und fragte, ob und wie Cinerama für dramatische Geschichten adaptiert werden könne. Bosley Crowthers Artikel wurde, wie von mehreren Medien, zum Beispiel von der Variety, explizit erwähnt, auf Seite 1 der New York Times abgedruckt. Crowther betonte, dass das eingeladene und bedeutende Publikum aufgeregt und begeistert auf das Spektakel reagiert habe, als ob es das erste Mal einen Film gesehen habe. Nach einer etwas ausführlicheren Schilderung des Inhalts, stellt auch er die Frage nach der Nutzbarkeit für dramatische Filme. Zudem erwähnte er neben der exzellenten Farbe auch den fortschrittlichen Ton, der sehr klar und gut synchronisiert, wenn auch in seiner Lautstärke manchmal „überwältigend“ war. Alistair Cooke sah es in der Folge von Letter from America vom 10. Oktober 1952 ähnlich. Er sprach von einer Revolution, wie sie 1927 Der Jazzsänger, der erste Tonfilm, ausgelöst habe. Er empfahl, sich das Wort „Cinerama“ zu merken, weil es bald so geläufig wie „Telefon“ wäre. Auch er habe sich gefühlt, als wäre er am an dargestellten Ort, besonders in der Achterbahn, und wies auf eine gebildete New Yorkerin hin, die keine Achterbahnen vertrage und während dieser Szene in Ohnmacht gefallen sei. Außerdem warnte er vor den Auswirkungen von Cinerama auf die Politik. Er frage sich, was ein Demagoge mit guter Stimme und ansteckender Persönlichkeit damit anrichten könne.

#### Spätere Kritiken
Anlässlich einer Wiederaufführung 1973 erschien eine Kritik von Vincent Canby in der New York Times. Darin beschwerte er sich, dass Cinerama so oft verbessert wurde, dass es viel weniger sei, als es ursprünglich war. Der Inhalt des Films sei der gleiche, doch in vielen Aspekten sei der Film simpler und schäbiger geworden. Das System mit den drei Kameras habe eine Brillanz im Bild erzeugt, das weder vorher noch nachher jemals erreicht worden sei. Zwar habe sich bei den beiden Versuchen, erzählende Filme mit Cinerama zu machen (Die Wunderwelt der Gebrüder Grimm und Das war der Wilde Westen), gezeigt, dass drei Bildebenen zwei zu viel seien, doch habe die Vereinfachung bei den Travelogues zu viel gekostet. Sogar die Erklärungen in Schwarzweiß am Anfang seien von schlechterer Qualität. Zudem habe es unbeabsichtigte Lacher gegeben, und die Flugszene am Ende sei zu patriotisch. Es habe dabei Buh-Rufe aus dem Publikum gegeben.
Neuere Kritiken, die zur DVD-Veröffentlichung 2012 geschrieben wurden, bezeichnen Das ist Cinerama als Meilenstein, eine Neuheit, die ihren Platz in der Kinogeschichte habe, aber vor allem ein Erlebnis. Allerdings sei es auch einfach ein Werbefilm. Wenn auch mittlerweile etwas veraltet oder kurios., sei der Film immer noch faszinierend. Auch die majestätische Filmmusik von Max Steiner und Roy Webb überzeuge noch. Die restaurierte Version simuliere die gebogene Leinwand mit dem Smilebox-System. Zwar sei der Film im Kino zweifellos beeindruckender, doch auch im Fernseher sei es immer noch ein fesselndes, kraftvolles Erlebnis. Die Mühe, die man sich bei der Restauration gemacht hat, sei bemerkenswert, doch habe man die ursprünglichen Filmrollen Jahrzehnte lang vernachlässigt, sodass selbst die beste Restauration an ihre Grenzen stoße. Trotzdem sei die DVD empfehlenswert.

### Nominierung und Auszeichnungen
Bei der Oscarverleihung 1954 war Louis Forbes in der Kategorie Beste Filmmusik (Drama/Komödie) nominiert. Der Oscar ging an Bronisław Kaper für Lili.
2002 wurde Das ist Cinerama in das National Film Registry aufgenommen. Der Film wurde außerdem von der Filmbewertungsstelle mit dem Prädikat Wertvoll ausgezeichnet.
Das ist Cinerama erhielt zudem kleinere Auszeichnungen, die auf den ersten Blick wenig mit Filmen zu tun haben. So zeichnete der US-amerikanische Verband der Reisebüros (National Assiociation of Travel Organizations) den Film aus, weil er das Interesse an Reisen fördere.

## Vermarktung und Einspielergebnisse

### Das Problem mit den Kinos
Die Vorführung von Filmen in Cinerama stellt spezielle Anforderungen an die Kinos, die vor 1952 kein Kino erfüllte. Für die Uraufführung hatte man das Broadway Theatre umgebaut. Die Leinwand musste komplett umgebaut und die speziellen Projektoren eingebaut werden. Außerdem musste auch die Soundanlage umgebaut werden. Die Kosten dafür wurden anfangs mit 35.000 bis 70.000 und im Durchschnitt 50.000 Dollar eingeschätzt, zu einer Zeit, in der Kinokarten zumeist deutlich weniger als einen Dollar kosteten. Tatsächlich kamen die Umbauten auf 75.000 bis 140.000 Dollar. Zudem ging der Umbau wegen der Projektoren mit einem Verlust an Zuschauerplätzen einher, so verlor das Broadway Theatre 300 von seinen vorherigen 1600 Plätzen. In einem Kino in Los Angeles fiel die Anzahl der Plätze sogar von 2756 auf 1468. Am Teuersten waren dennoch die laufenden Kosten. Bei der Uraufführung wurden 17 Mitarbeiter für die Bedienung der Projektoren und des Tonsystems benötigt, später konnte man sich nach einem Arbeitskampf auf 12 Leute pro Vorstellung einigen.
Mitte 1953 zeichnete sich ab, dass Cinerama allein nicht über genügend Kapital verfügte, um die Kinos schnell genug auszubauen. Gemäß einem Abkommen der beiden Firmen stieg Stanley-Warner mit etwa 30 Prozent bei Cinerama ein. Sie sollten die Kinos bauen und betreiben und die Filme produzieren. Wegen eines Gesetzes, das Filmproduktionsfirmen den Besitz kommerzieller Kinos verbot, war dies allerdings nur mit gerichtlicher Zustimmung möglich. Stanley-Warner argumentierte, dass Cinerama bei Einführung des Gesetzes noch nicht bekannt gewesen sei. Außerdem würde kein Produzent einen weiteren Cineramafilm produzieren, solange es keine Kinos dafür gebe. Die Bedingungen waren, dass Stanley-Warner in den USA nicht mehr als 24 Cinerama-Kinos (die zu diesem Zeitpunkt existierenden vier plus 20 weitere) betreiben und nicht mehr als 15 Filme produzieren dürfe. Zudem durfte jedes dieser Kinos ausschließlich Cineramafilme zeigen. Außerdem war die Beteiligung Stanley-Warners zeitlich begrenzt. Die exklusive Zusammenarbeit durfte nur bis Ende 1958 dauern. Nach Ende 1960 durfte Stanley-Warner zudem keine Cineramafilme mehr vertreiben. Cinerama kaufte im Herbst 1959 die Rechte an den fünf zu diesem Zeitpunkt existierenden Cineramafilme von Stanley-Warner zurück und übernahm auch einige der existierenden Kinos.

### Road Shows
Da von Anfang an klar war, dass Das ist Cinerama nur in sehr wenigen Kinos laufen konnte, wurde der Vertrieb als Road Show organisiert. Als Road Show bezeichnete man die Technik, einen Film in nur sehr wenigen Kinos in den Zentren großer Städte laufen zu lassen und die Kinokarten auf Bestellung und mit Platzbindung zu verkaufen. Das ging oftmals mit ziemlich langen Laufzeiten einher. Bei This Is Cinerama wurde dies zum Extrem getrieben. Es wurde pro Stadt nur ein Cineramakino betrieben, was die Laufzeiten in bis dahin ungekannte Höhen trieb. Das galt auch für die Kartenpreise. Während die Kinokarten Anfang 1954 in New York tagsüber 5 Cent und selbst in den exklusiven Kinos 95 Cent kosteten, und selbst Logenplätze in Edelkinos bis zu 2,30 Dollar kosteten, musste für einen Platz in Das ist Cinerama 2,80 Dollar bezahlt werden.

### Die Aufführungen
Als Das ist Cinerama am 30. September 1952 eröffnete, war das Broadway Theatre in New York das einzige Kino weltweit, in dem Cinerama gezeigt werden konnte. Erst am 23. März 1953 eröffnete das zweite Cineramakino in Detroit, am 29. April 1953 folgte das dritte in Los Angeles. Nach dem Wechsel in ein größeres Kino in New York am 5. Juni 1953 folgte Ende Juli 1953 Chicago. Nach einem Jahr war Das ist Cinerama damit in nur vier Städten, und zu jedem Zeitpunkt in nur einem Kino pro Stadt, gelaufen, hatte dabei aber 4,3 Millionen Dollar eingespielt. Mit der Hilfe von Stanley-Wagner eröffneten Ende 1953 Cineramakinos in Philadelphia, Washington, Pittsburgh, San Francisco und Boston. 1954 kamen fünf weitere in St. Louis, Minneapolis, Cincinnati, Dallas und Montreal in Nordamerika, sowie ein weiteres in London hinzu. Nach zwei Jahren Laufzeit hatte Das ist Cinerama 14.767.535 Dollar in den dreizehn bis dahin eröffneten Kinos (Montreal und London kamen erst später) eingespielt und lief weiterhin in allen Kinos so gut, dass man Cinerama Holiday, den zweiten Cineramafilm, noch nicht starten wollte.
Cinerama Holiday kam ab dem 8. Februar 1955 in die Kinos, allerdings zunächst nur in sehr wenige, die Mehrheit zeigte weiterhin Das ist Cinerama. In Washington zum Beispiel dauerte es noch, wie Jay Carmody im Evening Star schrieb, weil This Is Cinerama in der Stadt zwar bereits mehr Zuschauer in die Kions gebracht hatte als jeder andere Film zuvor, es aber noch nicht genug seien, um den Film abzusetzen. Tatsächlich dauerte es noch bis Ende September 1955, bis Cinerama Holiday auch in Washington anlief.
1955 eröffnete nur ein neues Cineramakino in den USA (Buffalo), dafür aber weitere in Tokio, Osaka, Mailand, Paris und Rom. Sie alle, und auch weitere in den darauffolgenden Jahren starteten mit Das ist Cinerama. Ende September 1955 hatte This Is Cinerama bereits 22 Millionen Dollar eingespielt und in jeder der 15 Städte in den USA und Kanada eine längere Laufzeit erreicht als jeder andere Film zuvor. So war der Film in New York 122 Wochen gelaufen und hatte dort 4.707.688 Dollar eingespielt, in Los Angeles waren es 133 Wochen und 3.902.700 Dollar und in Chicago 99 Wochen und 3,5 Millionen Dollar. Ein Misserfolg war dagegen Oklahoma City. Das dort im Mai 1956 eröffnete Kino sollte bereits Anfang 1957 zurückgebaut werden. This Is Cinerama lief dort „nur“ 25 Wochen.
In Deutschland startete Das ist Cinerama am 29. April 1959 in Berlin. Für ein paar Wochen später war die Eröffnung eines weiteren Cineramakinos in Düsseldorf geplant. Das mag sechseinhalb Jahre nach der Uraufführung spät erscheinen, es war aber noch vor den Erstaufführungen in Städten wie Houston Indianapolis Columbus Denver oder Chattanooga.

### Einspielergebnisse
Bezüglich der Einspielergebnisse von Das ist Cinerama gibt es viele verschiedene Daten. Die Zahlen von Variety sind normalerweise auf die USA und Kanada beschränkt und stellen nicht das Ergebnis an den Kinokassen, sondern die Höhe der Gebühren, die die Kinos an den Verleih abführen, dar. Um die tatsächlichen Einspielergebnisse zu ermitteln wurde empfohlen, die Zahlen von Variety zu verdoppeln. Tatsächlich hatte Variety Probleme, die Zahlen für Das ist Cinerama zu ermitteln. Anfang 1953 war das noch kein Problem, weil der Film bis dahin nur 542.899 Dollar eingespielt hatte und damit deutlich unter der Einstiegsgrenze für die Listen lag. Ein Jahr später waren die Zahlen aber bereits zu beachten. Variety verzichtete weiterhin, den Film in den Listen aufzuführen. Man hielt die von Stanley-Warner angegebenen 6,5 Millionen für übertrieben. Das sei in sieben Städten zusammengekommen, etwas, dass es zuvor noch nie gegeben habe. Unter diesen einzigartigen Voraussetzungen sei es unmöglich, den Wert zu schätzen. Für die Auswertungen 1955 betonte man erneut, dass die Situation ungewöhnlich sei, da Verleih und Aufführungen in einer Hand lagen. Daher nahm man die bis dahin geschätzten 25 Millionen Dollar und halbierte das Ergebnis mit der Begründung, dies sei die Summe, die der Verleih unter normalen Bedingungen eingenommen hätte. Mit diesem Wert trat der Film im Januar 1955 auf Platz 5 in der Liste der erfolgreichsten Filme aller Zeiten ein. Obwohl Das ist Cinerama weiterhin weitgehend sehr erfolgreich in den Kinos lief, wurde er auch in den Folgejahren mit genau diesen 12,5 Millionen Dollar eingestuft. 1956 und 1957 reichte das weiterhin für Platz 5, 1958 bedeutete das aber Platz 7 1959 Platz 8 und 1961 Platz 10. Anfang 1973 stufte Variety den Film mit mittlerweile 15,4 Millionen Dollar auf Platz 132 ein. Dieser Wert findet sich auch in anderen Büchern.
Doch zumeist werden höhere Zahlen angegeben, wie 32 Millionen Dollar. Die Verleiher gaben im September 1961 40 Millionen Dollar an. In einer Auflistung der erfolgreichsten Dokumentarfilme aus dem Jahr 1996, die sich auf Variety bezieht, wird Das ist Cinerama mit 41,6 Millionen auf Platz 6 geführt. In seiner Autobiografie, die posthum erschien, schrieb Hazard E. Reeves von mehr als 60 Millionen Dollar.
1965 veröffentlichte Paul Strickland in Films in Review eine Liste über die erfolgreichsten Filme aller Zeiten, mit der er Inflationseffekte umgehen wollte. Dazu wertete er alle in Variety veröffentlichten Wochenergebnisse ab 1922 aus und betrachtete die jeweiligen Top 15. Daraus zählte er für jeden Film, wie oft er in dieser Liste erschien. Das ist Cinerama ist in dieser Liste mit 152 Wochen auf Platz eins, gefolgt von seinen Nachfolgefilmen Seven Wonders of the World (114) und Cinerama Holliday (107). Erst danach folgen In 80 Tagen um die Welt (100) und Vom Winde verweht (88).

## Folgen
In Das war der Wilde Westen, neben Die Wunderwelt der Gebrüder Grimm der einzige Spielfilm, der im originalen Cineramaformat in die Kinos kam, wurde eine Szene aus Das ist Cinerama wiederverwendet.

### Widescreen
Die Uraufführung von Das ist Cinerama am 30. September 1952 löste eine Art Revolution in Sachen Breitbildformat (Widescreen) und 3D aus. Zwar war es keine wirkliche technische Neuerung, die Filmindustrie hatte diese Ideen bereits Jahre vorher zurückgewiesen, doch der Erfolg von Das ist Cinerama zeigte der Filmwirtschaft, dass sie dem Publikum etwas Neues bieten musste, um sich dauerhaft neben dem Fernsehen behaupten zu können. Sehr schnell kamen von mehreren Seiten Ankündigungen bezüglich Widescreen. Der Überraschungserfolg des nur wenige Wochen später veröffentlichten, ebenfalls unabhängig produzierten 3D-Films Bwana, der Teufel verstärkte diesen Effekt noch. Dieses Verfahren beruht auf räumlichen Sehen im Gegensatz zu Cinerama, das einen ähnlichen Effekt durch Peripheres Sehen erzielt.
Als Reaktion auf diese Erfolge brachte 20th Century Fox etwas weniger als ein Jahr später mit Das Gewand den ersten Film in CinemaScope in die Kinos. Selbst Angestellte von 20th Century Fox gaben zu, dass CinemaScope ein „Cinerama für Arme“ sei, doch weder belästigte es wie 3D die Zuschauer mit Brillen noch stellte es so große Anforderungen an die Kinos, wie Cinerama es tat. Ein weiteres Verfahren war Todd-AO (Oklahoma!, 1955). Cinerama bereitete somit die Entwicklung weiterer Breitbandformate vor, wie auch die für IMAX.

### Einsatz zur Propaganda
Das ist Cinerama und besonders der letzte Abschnitt America the Beautiful stellt die Schönheit der USA dar, mehr als alle anderen Medien zuvor, wie Hedda Hopper anmerkte. Merian C. Cooper und Lowell Thomas hatten in der abschließenden Sequenz bewusst nur Motive aus den USA gezeigt, um den angeborenen Patriotismus der Amerikaner zu wecken. So wirkt es nicht verwunderlich, dass die USA den Film zur Propaganda im Kalten Krieg verwendete, Lowell Thomas hatte schließlich schon früh auf diese Möglichkeit hingewiesen.
Bei der Messe 1953 in Bangkok, auf der die USA nicht offiziell ausgestellt hatten, war die Sowjetunion für ihre Exponate ausgezeichnet worden. Sie stellte ihre technischen Errungenschaften für den Frieden heraus, etwas, das die USA nicht könne, da sie sehr mit der Vorbereitung auf den nächsten Krieg beschäftigt sei. Dies wurde in den Senat der Vereinigten Staaten gebracht. Das Ergebnis war, dass Das ist Cinerama unter der Leitung des United States Information Service 1953 auf der Messe in Damaskus gezeigt werden sollte. Der Aufwand dafür war beträchtlich: Das benötigte Equipment wurde in sieben Militärflugzeugen nach Damaskus geflogen. Die Kommentare von Lowell Thomas wurden zudem ins Arabische übersetzt. Schon der Aufbau der Bühne zog ein beträchtliches Publikum an. Der Film, der erstmals außerhalb der USA gezeigt wurde, war zweimal täglich über den gesamten Zeitraum der Messe zu sehen. Er zog mehr Publikum an, als die 4000 Plätze pro Tag ermöglichten. Das ist Cinerama wurde die Hauptattraktion der Messe und überschattete auch die Bemühungen Syriens, die eigene Unabhängigkeit durch Ausstellung von Militärtechnik zu demonstrieren. Vor allem aber zogen, wie die USA zufrieden registrierte, die Leute am sowjetischen Stand vorbei und sammelten sich am Eingang von Cinerama. Nach dem Erfolg in Damaskus zeigten die USA Das ist Cinerama auch Ende 1954 bis Anfang 1955 auf der Messe in Bangkok. Auch dort lief er erfolgreich, so sehr, dass er noch zwei Wochen nach Ende der Messe gezeigt wurde. Dieses Mal ging der Preis an die USA. Die Sowjetunion zog ihren Beitrag zurück, nachdem sie erfahren hatten, dass der Film auch dort gezeigt würde.
In den USA wurde dieser Erfolg gefeiert, ein offizieller Vertreter der Regierung nannte den Film „Amerikas besten Botschafter im Ausland“. Kevin W. Martin analysierte 2015 die Ergebnisse. Von den vor den Aufführungen drei ausgegebenen Zielen, erstens den Effekt teurer sowjetischer Exponate zu neutralisieren und sogar schlecht aussehen zu lassen, zweitens der Welt und insbesondere den Syrern zu zeigen, dass man sich um sie kümmere und drittens die technologische Überlegenheit der USA sichtbar zu machen, sei nur das erste erreicht worden, die anderen beiden eher nicht.